# 3e régiment à pied de la Garde
Pour les articles homonymes, voir 3e régiment.

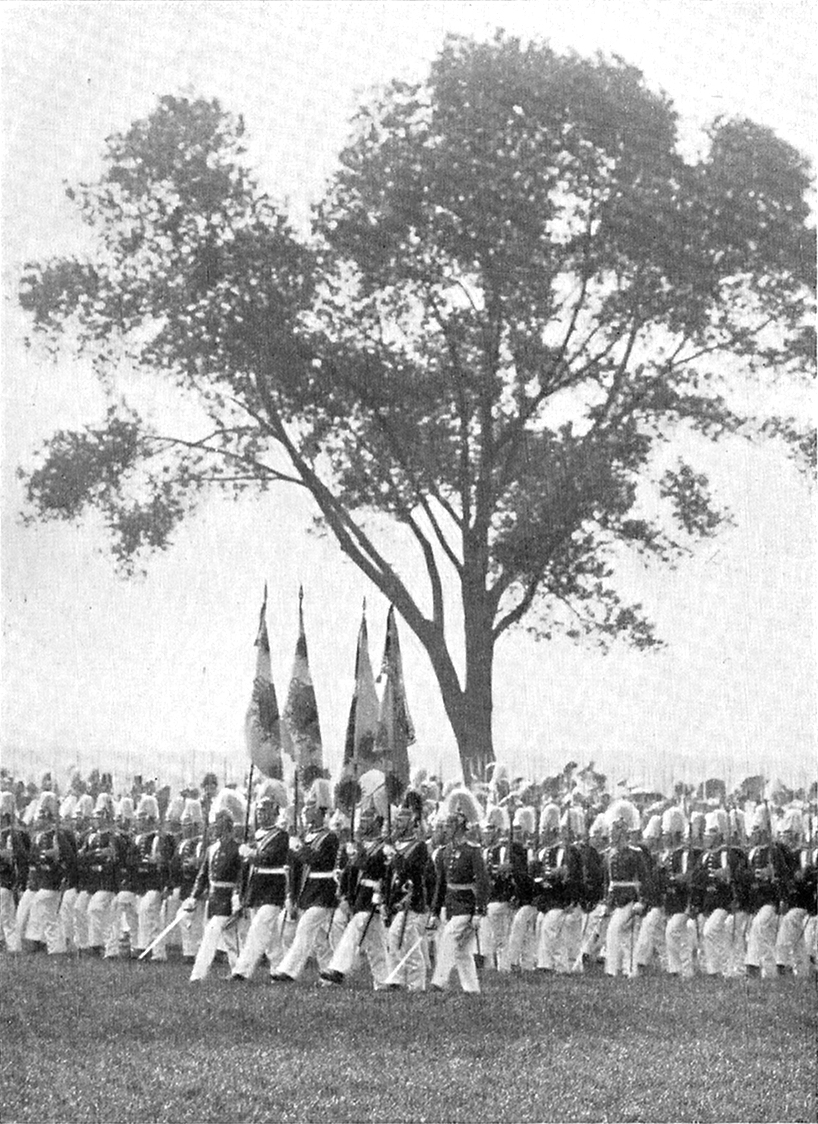
Le régiment défile devant le peuplier historique sur le champ de Tempelhof. Il existait depuis l'époque du roi soldat Frédéric le Grand.

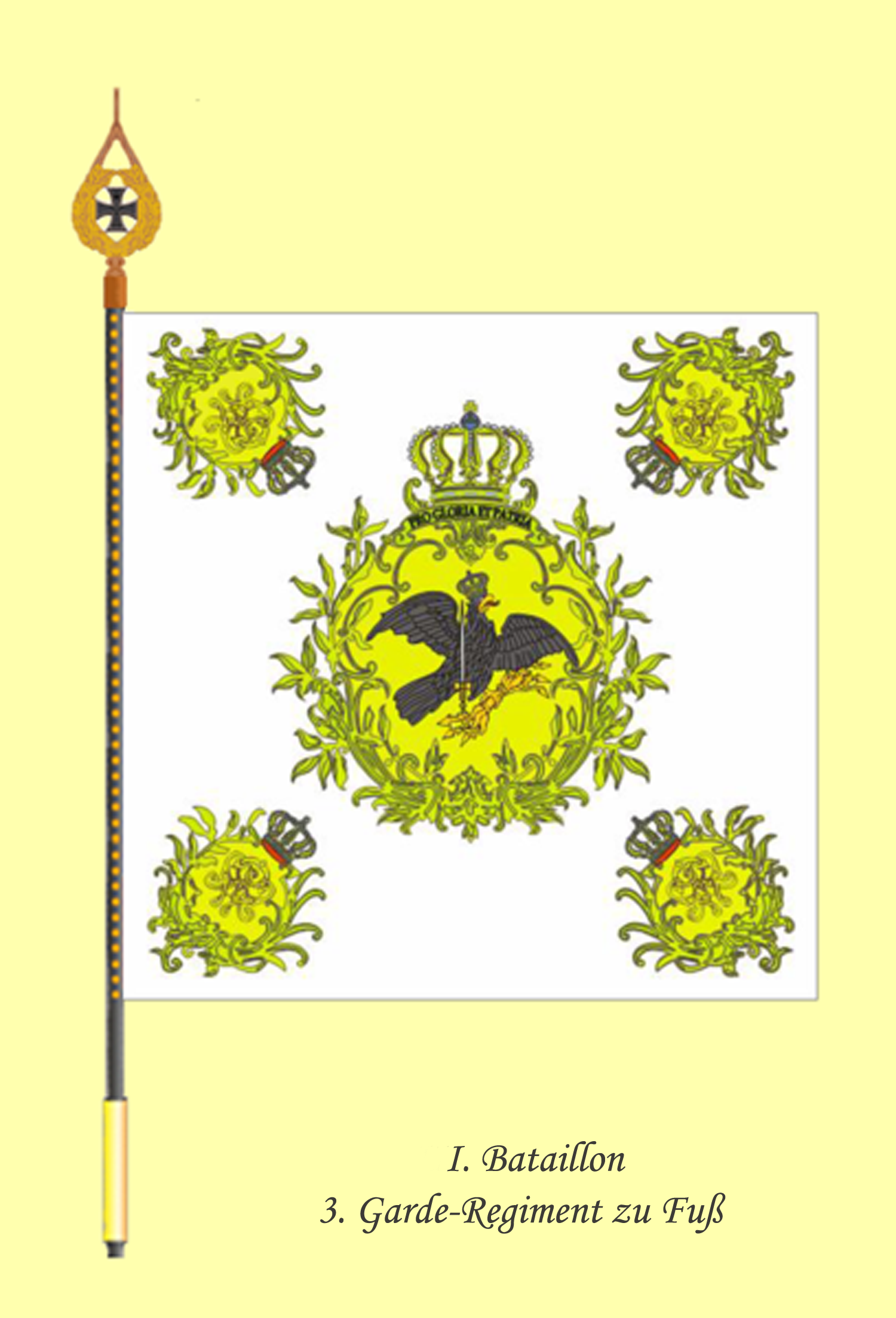
Drapeau du 1er bataillon.

Le 3e régiment à pied de la Garde est un régiment de la Garde (de) de l'armée prussienne.

## Histoire
L'unité est créée le 5 mai 1860 à partir du 1er régiment d'infanterie de la Garde combinée. Cette date marque le jour de la fondation. Le 4 juillet 1860, il est nommé 3e régiment à pied de la Garde. L'état-major, le 1er bataillon et le bataillon de fusiliers sont stationnés à Dantzig, le 2e bataillon est stationné à Stettin. Le régiment sort pour la première fois à la fin de février 1863 à l'occasion du soulèvement de janvier et est déployé dans les arrondissements de Neidenburg (de), Johannisburg et Lyck pour la protection des frontières jusqu'en août 1863. Au retour de cette mission, toute l'unité s'installe dans sa garnison de Dantzig. Après la fin de la guerre austro-prussienne, le régiment s'installe le 23 septembre 1866, la caserne de la place de Waterloo (de) à Hanovre en tant que nouvelle garnison et est stationné en dernier lieu de 1878 jusqu'à sa dissolution dans la caserne Wrangelstrasse à Berlin. Le 1er octobre 1911, le régiment est élargi pour inclure une compagnie MG.

### Guerre des Duchés
Après que le régiment reçoit l'ordre de mobilisation au début de décembre 1863, il se met en marche à la mi-janvier 1864, passe par Hambourg à la frontière du Schleswig et prend ses quartiers dans les environs de Rendsburg le 2 février 1864. Au Danevirke la 10e compagnie a son premier contact avec les troupes danoises lors d'une reconnaissance le 5 février. Le 1er bataillon  fait une reconnaissance le 10 février à Satrup (da) et Nübel (da). Cela est suivi par l'encerclement et le siège de Fredericia (de). Les 1er et 2e bataillons sont ensuite utilisés lors du siège et, le 18 avril 1864, lors de la prise d'assaut du Düppeler Schanzen. Après le traité de paix, le régiment est transféré à la garnison via Lübeck et Berlin.

### Guerre austro-prussienne
Le 5 mai 1866, l'ordre de mobilisation est émis et le régiment se déplace en train le 24 mai jusqu'à Potsdam. De là, il commence la marche vers Brieg et traversé la frontière de la Bohême le 26 juin avec la 1re division de la Garde. Les premières escarmouches avec les Autrichiens ont lieu à Soor. Le lendemain, les 1er et 2e bataillons réussissent à capturer douze officiers et 394 hommes à Burkersdorf et Staudenz. Les fusiliers sont entrés en action dans la bataille de Königinhof, mais n'ont aucun rôle direct dans l'issue victorieuse. Dans la bataille de Sadowa, le 3 juillet, les 1er et 3e bataillons capturent les hauteurs stratégiquement importantes près de Chlum et éliminent les batteries d'artillerie ennemies qui y sont positionnées. Au cours de la bataille, le régiment perd trente hommes et a blesse quatre officiers et 189 hommes.

### Guerre franco-prussienne
Dans la nuit du 15 au 16 juillet 1870, la mobilisation pour la guerre contre la France a lieu. Le régiment marche le 30 juillet et se déplace via Bingen am Rhein au lieu de rencontre du Corps de la Garde au sud de Worms. De là, commencé à avancer le 4 août et franchit la frontière française quatre jours plus tard. Au matin du 18 août 1870, le régiment atteint Doncourt en août 1870 et est déployé le même jour dans la bataille de Saint-Privat. Dans les combats acharnés, il perd 37 officiers et 1 065 hommes. Deux compagnies sont donc formées à partir des restes du 2e bataillon  et du bataillon de fusiliers. Le régiment participe alors à l'avance sur Paris et atteint la capitale française le 19 septembre. En conséquence, il participe à l'encerclement et au siège dans la section nord-est. Le 1er bataillon et les 9e et 11e compagnies sont engagés au combat le 21 décembre lors d'une sortie au Bourget. Après cela, il n'y a plus de combats. Après le traité de paix, le régiment participe à la cérémonie d'entrée du Corps de la Garde à Berlin le 16 juin 1871.

### Première Guerre mondiale
Faisant partie de la 1re brigade  d'infanterie de la Garde, le régiment est mobilisé au début de la Première Guerre mondiale le 2 août 1914. Associée à la 1re division de la Garde, elle participe à l'avance en Belgique neutre et combat à Namur. Cela est suivi par les batailles à Arras et en Flandre, ainsi que la guerre des tranchées là-bas. Au cours de la guerre, la relation de subordination change et l'unité est transféré le 11 février 1917 à la 2e brigade d'infanterie de la Garde.

#### Chiffres des pertes
- Morts: 3391[2]
- Disparus: 760
- Total: 4151

### Après-guerre
Après le retour à la garnison, le régiment est démobilisé le 13 décembre 1918 à Berlin et finalement dissous en juin 1919. Aucune formation libre ne s'est formée.
La tradition est reprise dans la Reichswehr, par décret du 24 août 1921 du chef du commandement de l'armée général de l'infanterie Hans von Seeckt, par la 2e compagnie  du 9e régiment d'infanterie (prussien) à Potsdam.

## Commandants
| Grade                 | Nom                                          | Date                                                         |
| --------------------- | -------------------------------------------- | ------------------------------------------------------------ |
| Oberstleutnant/Oberst | Wilhelm von der Groeben (de)                 | 1er juillet 1860 au 17 avril 1865                            |
| Oberstleutnant        | Julius Knappe von Knappstädt (de)            | 18 avril au 15 juin 1865 (chargé de la direction)            |
| Oberst                | Julius Knappe von Knappstädt                 | 16 juin 1865 au 15 mai 1867                                  |
| Oberst                | Hugo von Thile                               | 18 mai 1867 au 17 juin 1869                                  |
| Oberst                | Heimart von Linsingen (de)                   | 18 juin 1869 au 3 juillet 1872                               |
| Oberst                | Rudolf von Thile                             | 4 juillet 1872 au 14 octobre 1874                            |
| Oberst                | Ernst von Grolman                            | 15 octobre 1874 au 9 avril 1880                              |
| Oberstleutnant        | Paul von Kropff (de)                         | 10 au 11 avril 1880                                          |
| Oberstleutnant/Oberst | Paul von Kropff                              | 12 avril 1880 au 10 février 1886                             |
| Oberstleutnant        | Viktor von Loßberg (de)                      | 11 février au 17 septembre 1886 (chargé de la direction)     |
| Oberst                | Viktor von Loßberg                           | 18 septembre 1886 au 21 septembre 1888                       |
| Oberst                | Heinrich von Goßler                          | 22 septembre 1888 au 13 février 1891                         |
| Oberst                | Ulrich von Bismarck (de)                     | 14 février 1891 au 17 août 1894                              |
| Oberst                | Heinrich von Twardowski                      | 18 août 1894 au 11 septembre 1896                            |
| Oberst                | Reinier von Ende                             | 12 septembre 1896 au 14 juin 1898                            |
| Oberst                | Alfred von Loewenfeld                        | 15 juin 1898 au 21 juillet 1900                              |
| Oberstleutnant        | Georg von Haslingen (de)                     | 22 juillet 1900 au 17. janvier 1901 (chargé de la direction) |
| Oberst                | Georg von Haslingen                          | 18. janvier 1901 au 30 avril 1904                            |
| Oberst                | Georg von Krosigk (de)                       | 1er mai 1904 au 12 février 1906                              |
| Oberst                | Ernst von Arnim                              | 15 février 1906 au 17 mai 1907                               |
| Oberst                | Hermann Rieß von Scheurnschloß (de)          | 18 mai 1907 au 26 octobre 1908                               |
| Oberstleutnant        | Hugo Elstermann von Elster                   | 27 octobre 1908 au 23 mars 1909 (chargé de la direction)     |
| Oberst                | Hugo Elstermann von Elster                   | 24 mars 1909 au 1er avril 1912                               |
| Oberst                | Karl von Lewinski                            | 2 avril 1912 au 1er août 1914                                |
| Oberstleutnant        | Wather von Schultzendorff                    | 3 août 1914 au 20 octobre 1915                               |
| Oberstleutnant        | Dietrich Georg Milchling von Schönstadt (de) | 21 octobre 1915 au 27 août 1918                              |
| Major                 | Johannes von Schierstädt                     | 28 août 1918 au 13. janvier 1919                             |
| Oberstleutnant        | Dietrich Georg Milchling von Schönstadt      | 14. janvier au 14 juin 1919                                  |